# 島田和久

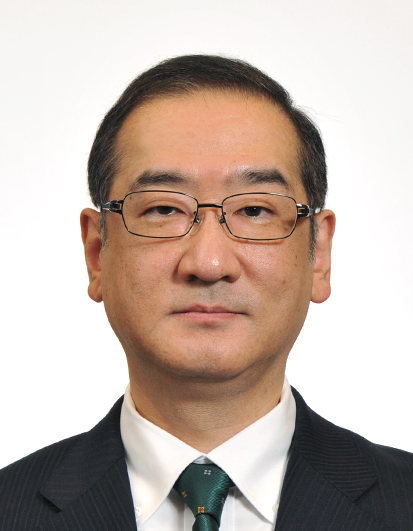
島田和久（2015年）

島田 和久（しまだ かずひさ、1962年4月27日 - ）は、日本の防衛官僚。

## 人物
神奈川県出身。神奈川県立横浜翠嵐高等学校を経て、慶應義塾大学法学部卒業。
第2次安倍内閣において、安倍晋三の首相秘書官を6年半以上と異例の長期間務めた最側近の一人で、防衛省に戻ると官房長を経て僅か1年で防衛事務次官に上り詰めた。
安倍からの信頼が厚く、「島田君は本当に誠実で優秀だ」と評されている。
安倍の弟・岸信夫防衛大臣が島田の事務次官続投を官邸側に要望したが、官邸は「就任2年での交代は慣例」として、島田の事務次官退任を決定した。これに対して、安倍は岸田文雄首相に人事案の取消しを直談判するも、岸田は「もう決まっていることだ」として、安倍と岸田の間の隙間風が改めて浮き彫りとなった。事務次官退任後は、国家安全保障戦略など戦略3文書の改定作業が控えていることから、岸の判断で防衛大臣政策参与兼防衛省顧問に着任させた。しかし、岸田が内閣改造を行い岸が退任したことに伴い、後任の浜田靖一防衛大臣の指示で、島田も僅か1ヶ月で参与を退任することとなった。その後、ほどなくして内閣官房参与（防衛政策担当）に任命された。

## 略歴
出典:
- 1985年（昭和60年）
  - 4月 - 防衛庁入庁
  - 4月 - 防衛庁防衛局調査第2課総括・分析班
- 1990年（平成2年）4月 - 防衛庁装備局管理課部員
- 1992年（平成4年）
  - 5月 - 防衛庁防衛局防衛課年度班部員
  - 7月 - 防衛庁防衛局計画課計画第2班部員
- 1994年（平成6年）4月 - 防衛庁防衛局計画課計画第2班長
- 1995年（平成7年）8月 - 防衛庁長官官房総務課部員
- 1997年（平成9年）7月 - 防衛庁長官官房法規課部員
- 1998年（平成10年）6月 - 防衛庁防衛局計画課部員
- 2000年（平成12年）
  - 8月 - 防衛庁長官官房企画官
  - 8月 -（兼） 防衛庁長官官房秘書課
- 2001年（平成13年）
  - 7月 -（解）防衛庁長官官房秘書課
  - 7月 - 防衛庁技術研究本部総務部会計課長
- 2003年（平成15年）4月 - 防衛庁防衛局防衛政策課事態対処法制室長
- 2005年（平成17年）8月 - 防衛庁防衛局調査課長
- 2006年（平成18年）7月 - 防衛庁防衛政策局調査課長
- 2007年（平成19年）9月 - 防衛省防衛政策局防衛計画課長
- 2009年（平成21年）8月 - 内閣官房内閣参事官（内閣官房副長官補付）
- 2011年（平成23年）
  - 8月 - 防衛省防衛政策局防衛政策課長
  - 8月 -（兼）防衛省防衛研究所企画室長
  - 9月 -（解）防衛省防衛研究所企画室長
- 2012年（平成24年）
  - 9月 - 防衛省大臣官房審議官
  - 10月 - 防衛省地方協力局次長
  - 12月 - 内閣官房内閣審議官（内閣総務官室）
  - 12月 - 内閣総理大臣秘書官
- 2019年（令和1年）7月 - 防衛省大臣官房長
- 2020年（令和2年）8月 - 防衛事務次官
- 2022年（令和4年）
  - 7月 - 退官、防衛大臣政策参与
  - 7月 -（兼）防衛省顧問
  - 8月 -（免）防衛大臣政策参与
  - 9月 - 内閣官房参与（防衛政策担当）
- 2023年（令和5年）
  - 7月 -（免）防衛省顧問
  - 9月 -（免）内閣官房参与

## 著書
- 『国防の禁句　防衛「チーム安倍」が封印を解く』（産経セレクト、2024年）、岩田清文・武居智久 共著